# Вермикулит
Вермикули́т (от лат. vermiculus — червячок) — минерал из группы гидрослюд, имеющих слоистую структуру. Продукт вторичного изменения (гидролиза и последующего выветривания) тёмных слюд биотита и флогопита.
Представляет собой крупные пластинчатые кристаллы золотисто-жёлтого или бурого цвета. При нагревании из пластинок образуются червеобразные столбики или нити золотистого или серебристого цвета с поперечным делением на тончайшие чешуйки (вспученный вермикулит). Обожжённые массы вермикулита свободно плавают на поверхности воды.
Химический состав отвечает приблизительной формуле (Mg+2, Fe+2, Fe+3)3 [(Al,Si)4O10]·(OH)2·4H2O. Однако вермикулит редко отвечает общей формуле и обычно содержит примеси.

## Синонимы
- Бродрикит (brodrickite)
- Калсаджиит (culsageeite)
- Джефферисит (jefferisite)
- Зонолит (zonolite)[2]

## Разновидности
- Батавит (batavite) — безжелезистая разновидность вермикулита, обнаруженная в Германии (Kropfmuhl Mine, Bavarian Forest, Lower Bavaria).
- Медный вермикулит (copper vermiculite) — медьсодержащая разновидность вермикулита.
- Истонит (eastonite) — серебристо-белый вермикулит.
- Лукасит (lucasite) — хромистый вермикулит.
- Ваалит (vaalite) — разновидность вермикулита со стехиометрической формулой (Mg,Fe)7(Si,Al,Fe)8O20(OH)4⋅2H2O, обнаруженная в Южной Африке[2].

## Свойства
- твёрдость по минералогической шкале 1—1,5;
- плотность 2,4—2,7 г/см3 (вспученного — 0,065−0,130 г/см3);
- температура плавления 1350 °C;
- не поддаётся истиранию и по смазочным свойствам подобен графиту;
- при нагревании до температуры 900—1000 °C «набухает» с удалением воды между слоями и увеличивается в объёме в 15—25 раз, приобретая свойство отличного теплоизоляционного материала.

Вермикулит биологически стоек — не подвержен разложению и гниению под действием микроорганизмов, не является благоприятной средой для насекомых и грызунов, а также химически инертен — нейтрален к действию щелочей и кислот.

## Месторождения
Впервые вермикулит обнаружен в начале XIX века, промышленное применение получил лишь спустя 100 лет. За разработку нескольких технологий его применения Якуб Ахтямов получил в 1979 году премию Совета Министров СССР за «Исследование, разработку технологии и внедрение в народное хозяйство вермикулита и изделий на его основе».
Крупнейшее в мире Ковдорское месторождение вермикулита находится на Кольском полуострове (Мурманская область). Встречается вермикулит на Урале близ г. Кыштым (Вишнёвогорск), Кемеровская область — Тебинское месторождение, Челябинская область — Потанинское месторождение ООО «Уралвермикулит», в Красноярском крае — Татарское месторождение, Иркутская область — верховья пади Улунтуй и г. Слюдянка, Приморский край — Кокшаровское месторождение. За рубежом — в Западной Австралии, США (штат Монтана, Колорадо, Вайоминг, Северная Каролина, Джорджия), Уганде, Украине, ЮАР, Казахстане (Кулантауское месторождение в ЮКО), Узбекистане (Каракалпакия).

## Применение

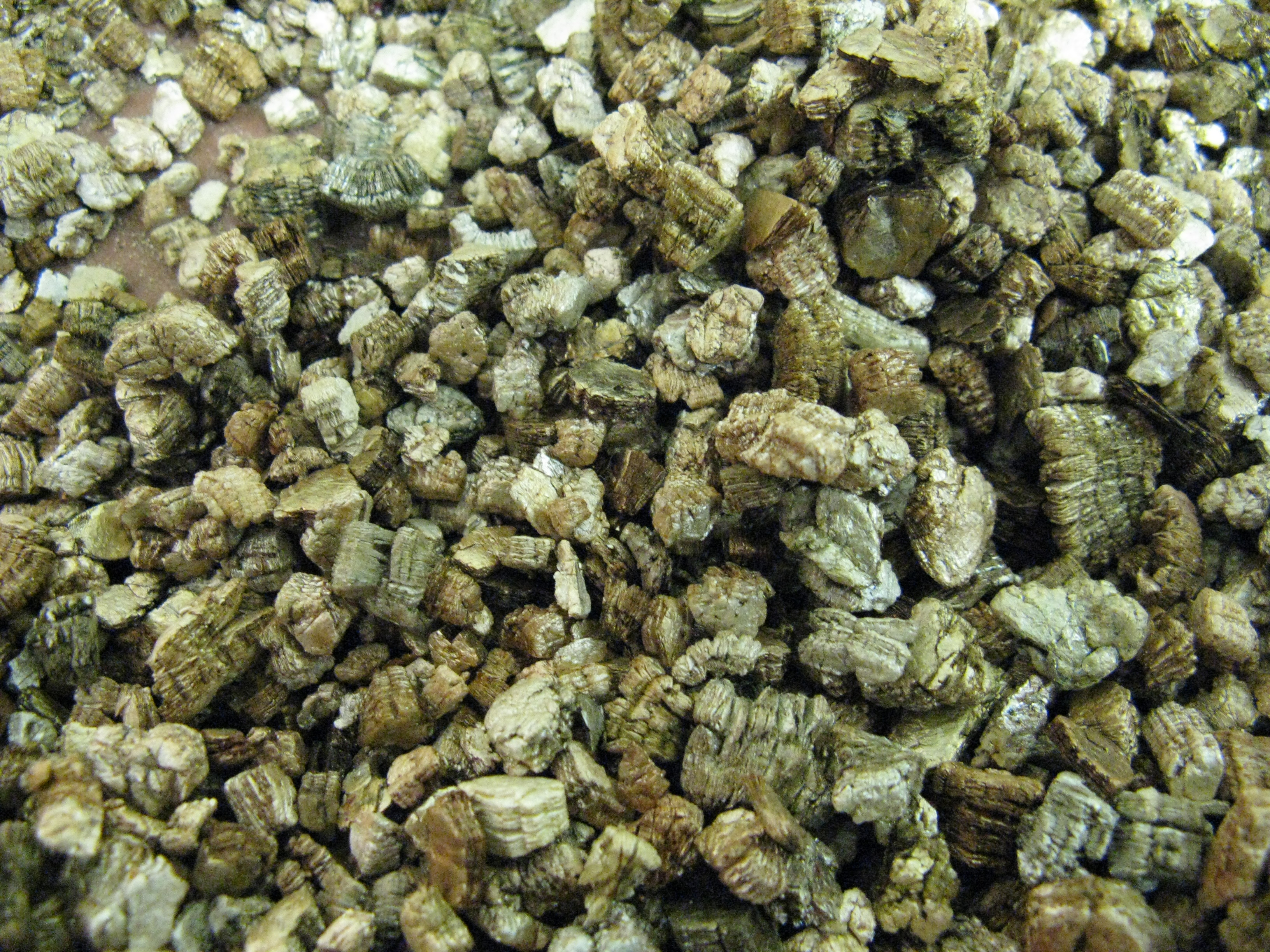
Вспученный вермикулит

В хозяйственной деятельности применяется исключительно вспученный вермикулит (см. Вермикулитобетон).

### Растениеводство и животноводство
Наибольшую популярность вермикулит приобрел в растениеводстве, где он используется как субстрат, для мульчирования и аэрации почвы, насыщает растения полезными минералами.
Широко применяют в растениеводстве и в гидропонике.
Вермикулит обладает высоким коэффициентом водопоглощения — 400—530 % (100 г вермикулита поглощают 400—530 мл воды). Он легко впитывает влагу и так же легко отдает её, создавая оптимально влажную среду для питания корней растений. В сельском хозяйстве вермикулит используют для улучшения структуры почв; его даже называют «агрономической» горной породой.
В европейских странах вермикулит используется для домашних животных (кошачьи туалеты, грунт для змей, пауков). Также его используют для инкубации яиц рептилий.

### Промышленные изделия
Из вермикулита изготавливают теплоизоляционные изделия, звукопоглощающие материалы, в том числе в авиации и автомобилестроении, лёгкие бетоны, декоративные штукатурные растворы. Кроме того, его применяют в качестве наполнителя при изготовлении обоев, резин, пластмасс, красок, ядохимикатов, в производстве антифрикционных материалов. Адсорбент газообразных и жидких промышленных отходов. В атомной энергетике применяется как отражатель гамма-излучений и поглотитель излучения радиоактивных изотопов химических элементов, например, стронция-90, цезия-137, кобальта-58.

### Изоляционные материалы
Эластичность структуры вермикулита даёт ему существенные преимущества перед аналогичными материалами. Так, используемый для теплоизоляции перлит крайне хрупок и разрушается даже при транспортировке. Вермикулит лишён этого недостатка, что позволяет производить из него тепло- и огнезащитные материалы методом прессования. Вермикулит используется в составе огнезащитных покрытий, а также как термоизоляционный наполнитель огнестойких дверей, наполнитель тепло- и звукоизоляционных строительных смесей.
- температура применения — от −260 °C до +1200 °C;
- рН 6,8−7,0 (слабокислый — нейтральный);
- содержание магния — 10−14 %, калия — 3−5 %, кальция — 1,2−2 %, марганца — 0,8−1 %, железа — 5,6−6,5 %, кремния — 34−36 %.

## Загрязнение асбестом
Вермикулит может быть загрязнён асбестом, так как геологические процессы формирования обоих минералов схожи. В настоящее время вермикулитовые шахты по всему миру регулярно проверяются и предполагается, что их продукция не должна содержать асбест.
Чистый вермикулит не содержит асбест и не токсичен.